# Do You Remember
«Do You Remember» — третий сингл британского R&B-певца Джея Шона при участии ямайского исполнителя Шона Пола и американского рэпера Лила Джона из его третьего студийного альбома All or Nothing (2009).
Песня была выпущена на радиостанциях США 20 октября 2009 года и в виде цифровой загрузки на iTunes 3 ноября 2009 года. Это второй сингл Шона, попавший в десятку лучших в Billboard Hot 100, что делает его первым мужчиной со времён Chingy в 2003 году, который «одновременно появился в top 10 Hot 100 со своими первыми двумя синглами с дебютного релиза». Только в США было продано более миллиона цифровых копий сингла. Позже он был выпущен в Великобритании 22 февраля 2010 года.
Песня также была показана в начале ремейка фильма 2010 года «Малыш-каратист».

## О песне
Выступая в феврале 2010 года перед известным британским R&B-писателем Питом Льюисом из отмеченного наградами «Blues & Soul», Джей объяснил предысторию трека:
"По сути, я написал эту песню "Do You Remember", которую я хотел сделать очень позитивным гимном, который вызвал бы ностальгию. Затем, когда я встретил Шона Пола на MTV VMA, он подошел ко мне и сказал, что продолжает слышать мою песню "Down" по радио и хочет сделать что-нибудь вместе. Итак, будучи большим поклонником Шона Пола, я вернулся назад, просмотрел свои песни, которые я только что записал... И когда я услышал "Do You Remember", по какой-то причине я действительно услышал в нём его атмосферу! Поэтому я отправил это ему, сказав: "Послушай, я вырезал эту песню, которая, как мне кажется, тебе идеально подошла бы"... И буквально на следующий день он отправил мне его обратно со своим вокалом! Затем, поскольку мы почувствовали, что нам нужно немного энергии, мы позвонили Лил Джону – и всё! Песня была готова! Вот так просто."

## Композиция
«Do You Remember» записана в тональности си мажор в общем такте с темпом 126 ударов в минуту. Песня следует последовательности аккордов B-F♯-C♯m-E, в то время как вокал простирается от E3 до F♯4.

## Варианты
Существует две версии этой песни.
- Первый был записан с Шоном Полом и был выбран в качестве радио-версии.
- Вторая версия является версией сингла и альбома с участием Шона Пола и Лил Джона и была завершена в сентябре 2009 года, где Лил Джон предоставил дополнительные рекламные материалы.

## Список композиций
iTunes digital download
1. «Do You Remember» (featuring Sean Paul & Lil Jon) — 3:31

UK Single CD
1. «Do You Remember» (featuring Sean Paul & Lil Jon) — 3:31
2. «Do You Remember» (Ruff Loaderz Remix)
3. «Do You Remember» (Hitty Remix)

## Официальные версии
- «Do You Remember» (Album Version) (featuring Sean Paul & Lil Jon) — 3:31
- «Do You Remember» (Hitty Remix)
- «Do You Remember» (Ruff Loaderz Remix)

## Клип
Клип был снят в Лос-Анджелесе 11 ноября 2009 года с Шоном Полом и Лил Джоном, режиссёром выступил Гил Грин. На нём изображены Шон, Пол и Лил Джон на вечеринке в нью-йоркском квартале, а также представлены камеи, какие угодно, использованные в фильмах диджея Пола из Three 6 Mafia, Tyga, Birdman и Кевина Рудольфа. Главную роль в клипе играет модель Джессика Вилчис, которая играет роль любовницы Джея Шона в музыкальном клипе.
Видео также было своего рода данью уважения клипу Майкла Джексона «The Way You Make Me Feel».
Премьера клипа состоялась 3 декабря 2009 года на канале BET. Позже мировая онлайн-премьера состоялась на VEVO 13 декабря 2009 года, и по состоянию на 23 августа 2010 года у него было почти 35 миллионов просмотров. По состоянию на 2022 год видео набрало более 192 миллионов просмотров.

## Трансляция
25 января 2010 года «Do You Remember» достигла пика под номером 1 в Hot 30 Countdown.

## Чарты

### Недельные чарты
| Чарт (2010)                                 | Позиция |
| ------------------------------------------- | ------- |
| Австралия (ARIA)                            | 7       |
| Australian Urban Chart                      | 2       |
| Бельгия/Фландрия (Ultratop 50)              | 22      |
| Бельгия/Валлония (Ultratip Bubbling Under)  | 12      |
| Канада (Billboard Canadian Hot 100)         | 11      |
| Европа (Billboard European Hot 100 Singles) | 39      |
| Франция (SNEP)                              | 13      |
| Ирландия (IRMA)                             | 23      |
| Япония (Billboard Japan Hot 100)            | 11      |
| Netherlands Urban Chart                     | 2       |
| Новая Зеландия (Recorded Music NZ)          | 11      |
| Великобритания (OCC UK Singles)             | 13      |
| США (Billboard Hot 100)                     | 10      |
| США (Billboard Pop Airplay)                 | 5       |
| США (Billboard Rhythmic)                    | 10      |

### Чарты на конец года
| Чарт (2010)                       | Позиция |
| --------------------------------- | ------- |
| Австралия (ARIA)                  | 62      |
| Канада (Canadian Hot 100)         | 52      |
| US Billboard Hot 100              | 53      |
| США Mainstream Top 40 (Billboard) | 37      |
| США Rhythmic (Billboard)          | 40      |

## Сертификации и продажи
| Регион | Сертификация  | Продажи   |
| --- | ------------- | --------- |
| Австралия (ARIA) | Платиновый    | 70 000^   |
| Новая Зеландия (RMNZ) | Золотой       | 7500*     |
| Великобритания (BPI) | Золотой       | 400 000   |
| США (RIAA) | 2× Платиновый | 2 000 000 |
| * Данные о продажах приведены только на основе сертификации. · ^ Данные о тиражах приведены только на основе сертификации. · Данные о продажах + прослушиваниях приведены только на основе сертификации. |               |           |

## История выпусков
| Регион         | Дата            | Формат                     | Лейбл                                  |
| -------------- | --------------- | -------------------------- | -------------------------------------- |
| США            | 3 ноября 2009   | Цифровая дистрибуция       | Cash Money Records, Universal Republic |
| Канада         | 3 ноября 2009   | Цифровая дистрибуция       | Cash Money Records, Universal Republic |
| Великобритания | 22 февраля 2010 | CD single digital download | Jayded Records 2Point9 Records         |